# Olor aliáceo

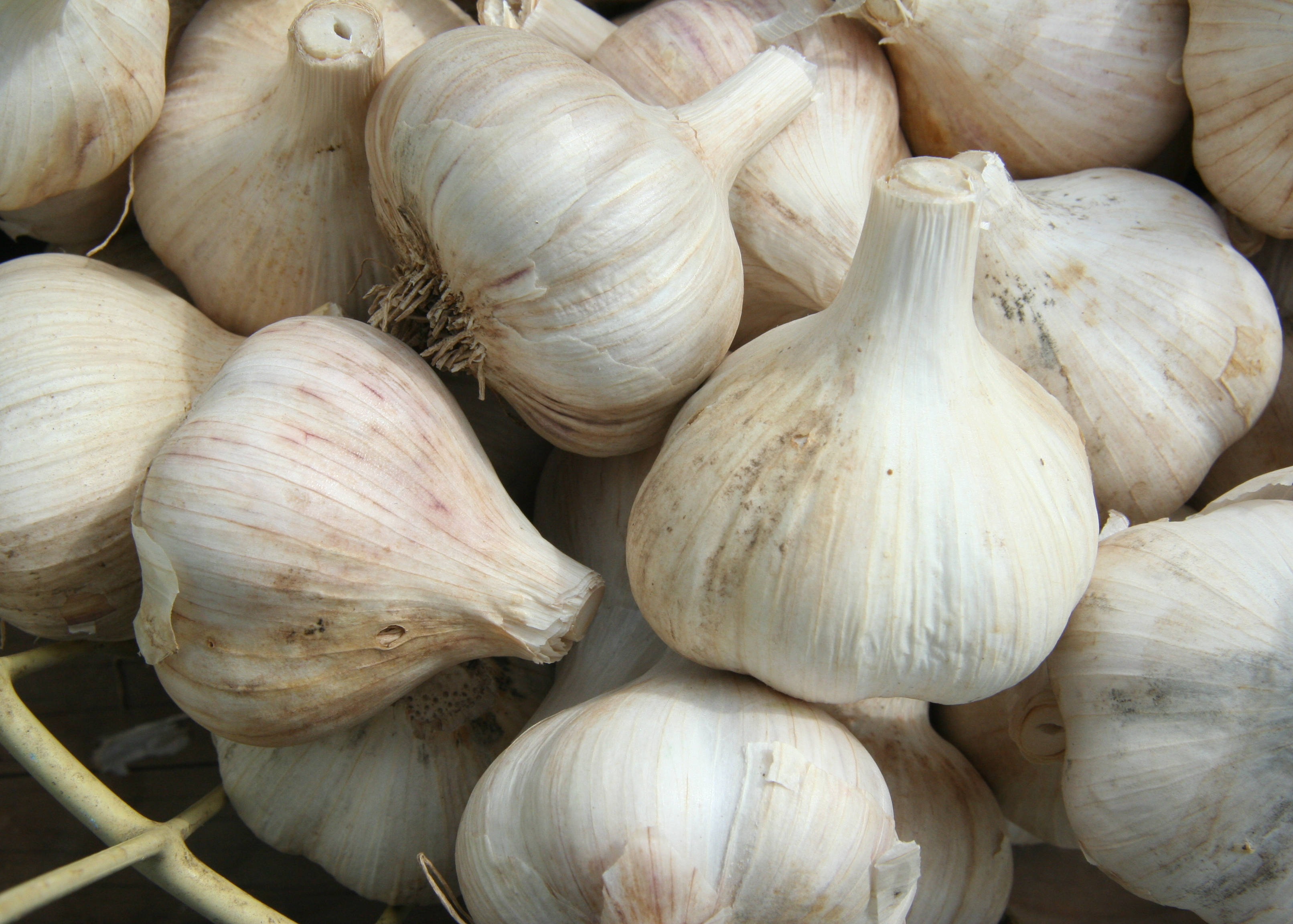
Estos ajos desprenderán un olor aliáceo al cortarlos

El olor aliáceo es el aroma típico que despiden el ajo y la cebolla cuando se los machaca, corta o estruja. El olor no es privativo de estas dos hortalizas, ya  que muchos otros miembros de la subfamilia de las alióideas presentan este olor tan característico. Asimismo, el arsénico presenta olor aliáceo, así como también el aliento de las personas intoxicadas con arsénico, con fósforo, con teluro o con pesticidas organofosforados (salvo que estos estén disueltos en hidrocarburos).
Muchos compuestos volátiles del azufre han sido propuestos como responsables del olor aliáceo del ajo, como por ejemplo los tiosulfinatos, los hiosulfinatos, los compuestos que se originan a partir de la degradación de los ácidos sulfénicos. Utilizando diferentes métodos de análisis químico se ha podido identificar a los tiosulfinatos y al óxido de tiopropanal como las moléculas responsables del olor aliáceo.